# Lethe bhairava
Lethe bhairava är en fjärilsart som beskrevs av Moore 1857. Lethe bhairava ingår i släktet Lethe och familjen praktfjärilar. Inga underarter finns listade i Catalogue of Life.

## Bildgalleri

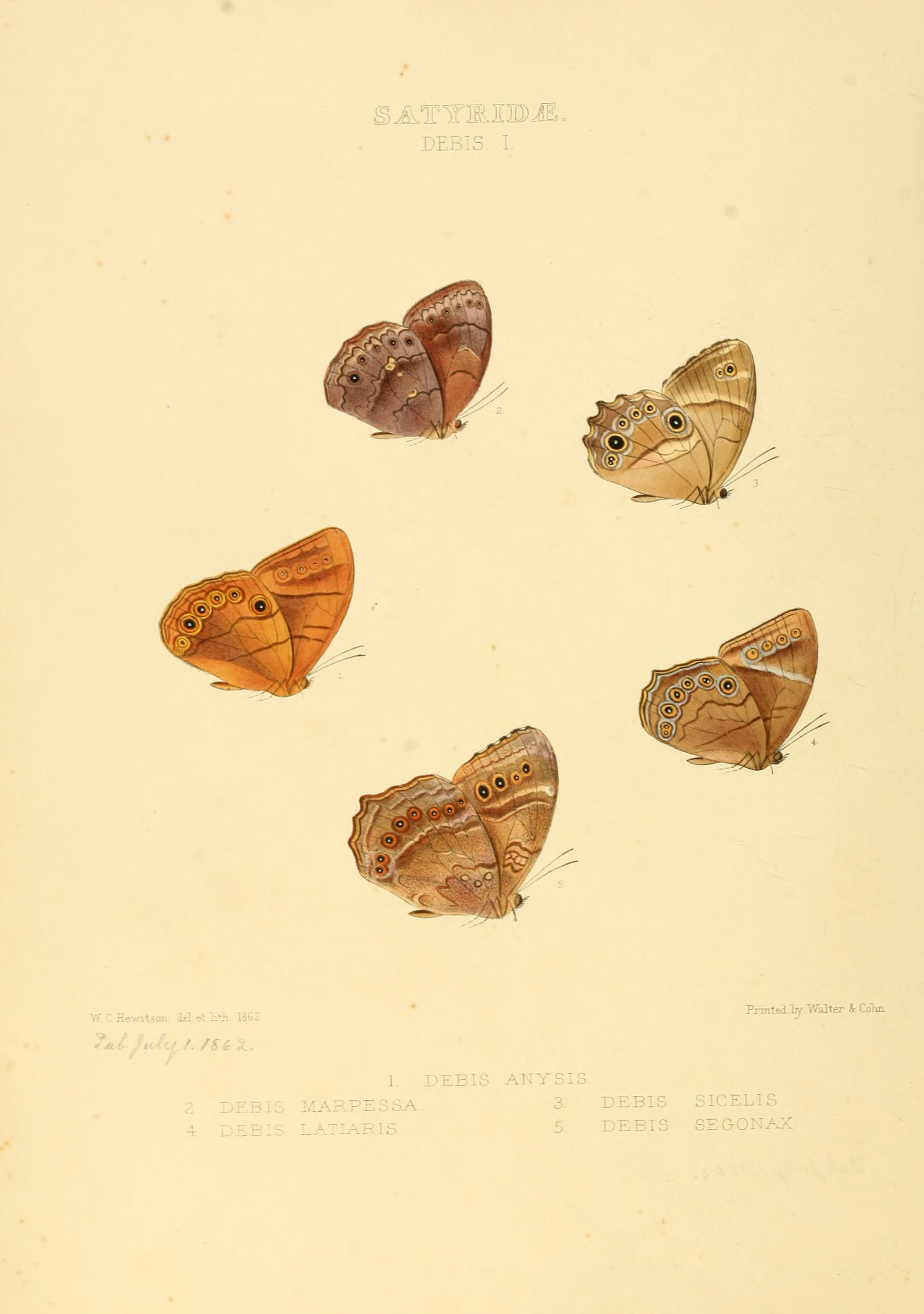
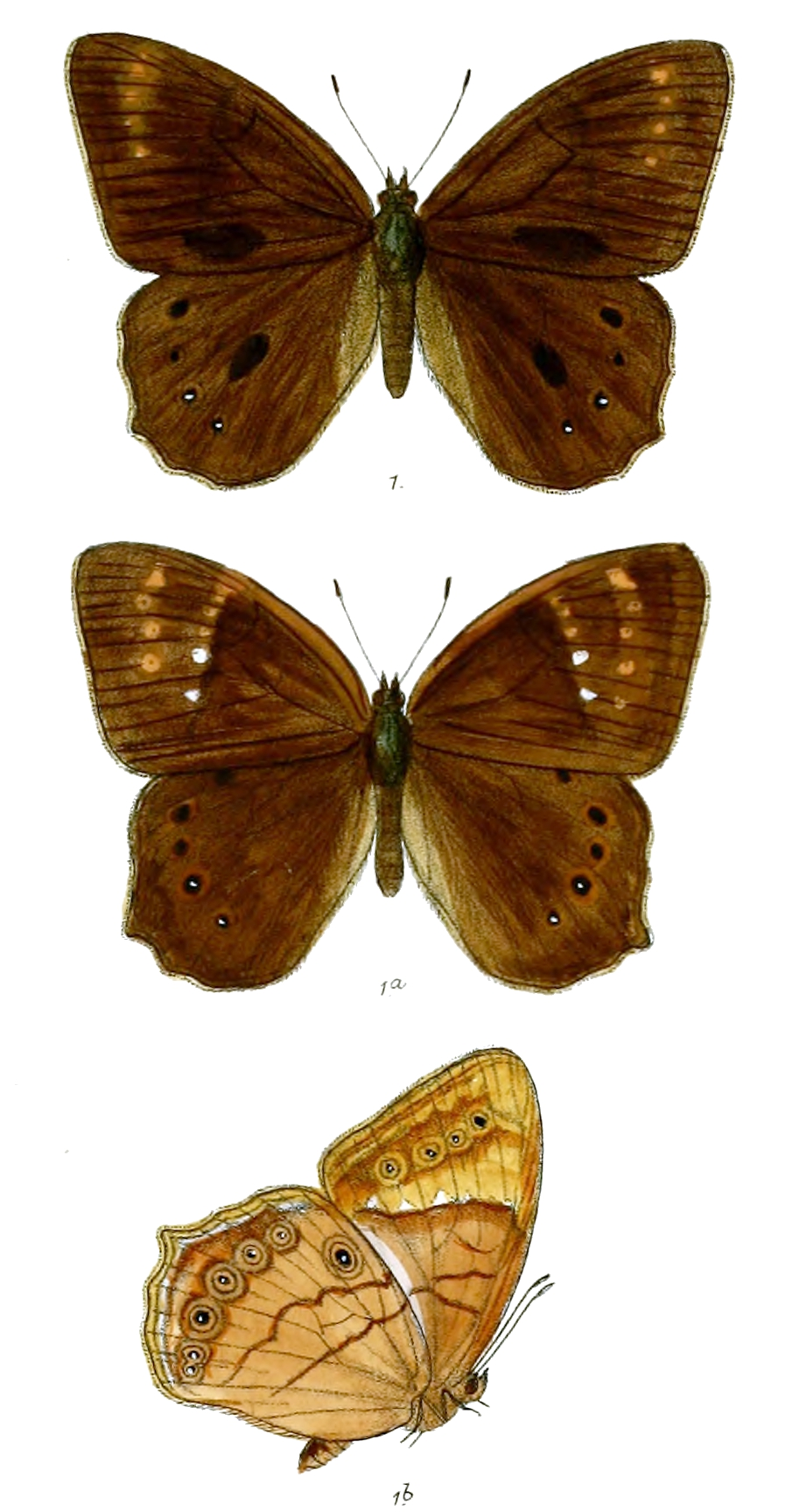